# Tour de Grande-Bretagne féminin
Le Tour de Grande-Bretagne féminin (ou The Women's Tour jusqu'en 2023) est une course cycliste féminine par étapes disputée en Grande-Bretagne. Créée en 2014, elle fait partie du calendrier de l'Union cycliste internationale en catégorie 2.1 dès sa première année et intègre en 2016 l'UCI World Tour féminin. 
Elle est organisée par la société SweetSpot, la compagnie qui organise le Tour de Grande-Bretagne pour les hommes, depuis 2004. 
La première épreuve se dispute du 7 au 11 mai 2014, avec 15 équipes professionnelles et 3 formations nationales (Grande-Bretagne, Pays-Bas et Suisse). L'épreuve s'impose rapidement comme l'une des plus importantes du calendrier UCI, notamment grâce à un public nombreux. L'édition 2020 est annulée en raison de la pandémie de COVID-19 et celle de 2023 en raison de problèmes financiers. Après que l'organisateur de la course, SweetSpot, dépose le bilan début 2024, British Cycling reprend la course, ainsi que le Tour de Grande-Bretagne masculin, qui était également organisé par SweetSpot. En juin 2024, la course eu lieu sous un nouveau nom, le Tour de Grande-Bretagne féminin (Tour of Britain Women) et ne dure que quatre jours. En 2026, il est prévu qu'elle soit déplacée de mai à août, afin qu'elle se déroule à proximité de la course masculine. 

## Palmarès
| Année | Vainqueur            | Deuxième             | Troisième            |                  |
| ----- | -------------------- | -------------------- | -------------------- | ---------------- |
| 2014  | Marianne Vos         | Emma Johansson       | Rossella Ratto       |                  |
| 2015  | Lisa Brennauer       | Jolien D'Hoore       | Christine Majerus    |                  |
| 2016  | Elizabeth Armitstead | Ashleigh Moolman     | Elisa Longo Borghini |                  |
| 2017  | Katarzyna Niewiadoma | Christine Majerus    | Hannah Barnes        |                  |
| 2018  | Coryn Rivera         | Marianne Vos         | Danielle Rowe        |                  |
| 2019  | Lizzie Deignan       | Katarzyna Niewiadoma | Amy Pieters          |                  |
| 2020  | annulé/abandonné     | annulé/abandonné     | annulé/abandonné     | annulé/abandonné |
| 2021  | Demi Vollering       | Juliette Labous      | Clara Copponi        |                  |
| 2022  | Elisa Longo Borghini | Grace Brown          | Katarzyna Niewiadoma |                  |
| 2023  | annulé/abandonné     | annulé/abandonné     | annulé/abandonné     | annulé/abandonné |
| 2024  | Lotte Kopecky        | Anna Henderson       | Christine Majerus    |                  |
| 2025  | Ally Wollaston       | Cat Ferguson         | Karlijn Swinkels     |                  |